# Patatrac (programma televisivo 1981)
Patatrac è stato un programma televisivo italiano trasmesso sulla Rete 2 dal 27 dicembre 1981 al 7 marzo 1982 per 11 puntate la domenica sera alle 20.40.

## Descrizione
Il programma era curato da Enrico Aragno, ed era registrato presso il centro di produzione Rai di via Teulada a Roma. La sigla d'apertura, intitolata Che patatrac, era cantata da tre gemelle argentine dal nome Trix (Trillizas de Oro) che, durante le puntate, presentarono tutto il proprio LP.
Dal 1988 vengono replicati su Rai 3 durante il palinsesto notturno del venerdì, del sabato e della domenica, all'interno della trasmissione Schegge.
La sigla di chiusura era Ah, l'amore, eseguita da Franco e Ciccio.
È stata una delle poche trasmissioni in cui Luciana Turina partecipò sia come cantante che come attrice caratterista.
Il programma vide la partecipazione di parecchi ospiti nel corso delle puntate, tra cui Claudio Cecchetto, Pupo, Marcella Bella, Riccardo Fogli, Klaus Nomi, Lino Banfi, Loretta Goggi, per citarne alcuni.